# Спецслужба
Данная статья — список по странам государственных органов разведки, контрразведки и тому подобное. О службах в вооружённых силах, как органах военного управления см. Службы.
Специа́льная слу́жба (спецслу́жба) — структура и (или) деятельность, структурированная (организованная) в соответствии со специальными требованиями.
Слово часто используется в узком смысле «специальной службы для организации и ведения разведывательных действий» или «организации, выполняющей специальные (разведывательные, охранные и тому подобное) функции». В данной статье представлен список существующих или существовавших органов государственной власти стран мира, которые уполномочены своим законодателем (правительством) исполнять функции разведки, контрразведки, криптоанализа, обеспечения безопасности государства, его политической системы или его главы; отнесение к «спецслужбам» тех или иных государственных министерств, служб и ведомств в данной статье носит примерный и неофициальный характер (в силу неофициального характера самого термина). Однако, как правило, к специальным службам относятся органы, обеспечивающие национальную безопасность и выполняющие функции разведки, контрразведки и правительственной охраны. Поэтому не все государственные органы, осуществляющие оперативно-разыскную деятельность, относятся к специальным органам в силу специфики их деятельности (например, МВД России, ФСИН России, Таможня и Военная полиция Минобороны России к спецорганам не относятся).

## Спецслужбы отдельных стран

### Австрии
- Федеральное ведомство по защите конституции и борьбе с терроризмом — Bundesamt für Verfassungsschutz und Terrorismusbekämpfung (BVT);
- Военная разведка — Heeresnachrichtenamt (HNA)
- Военная контрразведка — Heeresabwehramt (HAA)

### Австралии
- Австралийская служба безопасности и разведки (ASIO) — контрразведка;
- Разведывательная служба Австралии (ASIS) — внешнеполитическая разведка;
- Национальное управление анализа и оценок (ONA);
- Управление военной разведки, включающее в себя:
  - Агентство геоинформационной разведки (Австралия) (DIGO)
  - Агентство военной разведки (Австралия) (DIO)
  - Управление радиотехнической обороны (DSD)
  - Управление разведки, безопасности и международных связей (IS&IP).

### Азербайджана
- Особая государственная служба охраны Азербайджана
- Служба внешней разведки Азербайджана
- Служба государственной безопасности Азербайджана

### Албании
- Сигурими (в НРА/НСРА 1944—1991)
- Национальная информационная служба (в Республике Албании с 1991)

### Алжира
- Управление разведки и безопасности (Departement de renseignement et de la securite, DRS)
- Управление внутренней безопасности (Direction de la securite interieure, DSI)
- Управление документации и безопасности (Direction de documentation et de securite, DDSE)
- Служба специальной безопасности (Service de la securite speciale, SSS)
- Командование по координации борьбы против повстанцев (Commandement de Coordination de la lutte Contre les Activites Subversives, CCLAS)

### Анголы
- Директорат информации и безопасности Анголы (Direção de Informação e Segurança de Angola), 1975—1979
- Министерство государственной безопасности (Ministério da Segurança do Estado), 1980—1991
- Высший совет национальной безопасности (Conselho Superior de Seguranca Nacional)
- Служба внешней разведки (Servico de Inteligencia Externa)
- Служба информации (Servico de Informacoes)
- Управление военной контрразведки (Departamento da Contra Inteligencia Militar)
- Служба разведки и государственной безопасности (Serviço de Inteligência e Segurança de Estado)
  - Национальная бригада государственной обороны (Brigada National de Defesa do Estado, BRINDE — спецслужба УНИТА)

### Аргентины
- Секретариат разведки (исп. Secretaría de Inteligencia de Estado, SIDE) (1946—2015)
- Федеральное разведывательное агентство
- Национальный директорат криминальной разведки
- Национальный директорат стратегической военной разведки
- Федеральная служба по борьбе с наркотиками
- Управление финансовой разведки
- J-2 — Военная разведка в структуре Генерального штаба Вооружённых сил.

### Армении
- Служба национальной безопасности
- Служба внешней разведки

### Афганистана
- ХАД — служба государственной безопасности в Демократической Республике Афганистан (1978−2004)
- Национальный директорат безопасности (2004—2021)
- Главное управление разведки

### Багамских Островов
- Служба разведки и безопасности (Security and Intelligence Branch, SIB)
- Служба военной разведки (Defence Force Intelligence Branch, DFIB)
- Служба финансовой разведки (Financial Intelligence Unit, FIU)

### Бангладеш
- Национальная служба безопасности (NSI)
- Специальный отдел (SB)
- Директорат военной разведки (DGFI)

### Барбадоса
- Служба финансовой разведки (Financial Intelligence Unit, FIU)

### Беларуси
- Комитет государственной безопасности Республики Беларусь
- Служба безопасности Президента Республики Беларусь
- Главное разведывательное управление Генерального штаба Вооружённых сил Республики Беларусь
- Оперативно-аналитический центр при Президенте Республики Беларусь
- ОСАМ — Отдельная служба активных мероприятий, ОСАМ (бел. Асобная служба актыўных мерапрыемстваў) — спецподразделение пограничных войск Республики Беларусь, которое специализируется на борьбе с террористической деятельностью.

### Бельгии
- Министерский комитет по делам разведки и безопасности (на фламандском: MCIV — Ministerieel Comit‚ voor Inlichting en Veiligheid, на французском: CMRS — Conseil Ministeriel du Renseignement et de la Securite)
- Государственная служба безопасности(на фламандском: SVD — Staats Veligheids Dienst, на французском: SE — sûreté de l’Etat)
- Служба разведки и безопасности Генерального штаба ВС Бельгии (на фламандском: ADIV — Algemene Dienst Inlichtingen en Veiligheid, на французском: SGR — Le Service General du Renseignement et de la Securite)
- Финансовая разведка Бельгии (на французском: CTIF)

### Болгарии
- «Общественная безопасность» (Обществена безопасност) (1907—1925)
- Отдел «Государственная безопасность» Дирекции полиции (Отдел «Държавна сигурност» към Дирекция на полицията) (1925—1944)
- Комитет государственной безопасности (Комитет за държавна сигурност) (1945—1990)
- Национальная служба разведки (с 1990)
- Национальная служба охраны (Национална служба за охрана)
- Агентство национальной безопасности (Държавна агенция «Национална сигурност») — с 1 января 2008

### Боснии и Герцеговины
- Агентство разведки и безопасности
- Агентство по расследованиям и защите государства (СИПА)
- Государственная пограничная служба

#### Республики Босния и Герцеговина
- Служба государственной безопасности Республики Боснии и Герцеговины
- Агентство расследований и документации Республики Боснии и Герцеговины
- Военная разведывательная служба Республики Боснии и Герцеговины - военная разведка АРБиГ
- Управление безопасности Главного Штаба АРБиГ - контрразведка и политический сыск
- Мусульманская разведывательная служба - партийная спецслужба Партии демократического действия

#### Республики Сербской
- Управление государственной безопасности Республики Сербской (1992—1998)
- Служба разведки и безопасности Республики Сербской (1998—2004)
- Служба по защите конституционного строя Республики Сербской

#### Хорватской Республики Герцег-Босна
- Служба безопасности и информации Герцег-Босны (1992—1993)
- Управление национальной безопасности Герцег-Босны (1993—2004)

### Ботсваны
- Служба разведки и безопасности (Directorate of Intelligence Security, DIS)

### Бразилии
- Департамент политического и социального порядка — Departamento de Ordem Política e Social (DOPS)
- Бразильское агентство разведки — Agencia Brasileira de Inteligencia (ABIN)

### Брунея
- BISD (Brunei Internal Security Department) — с 1 августа 1993, внутренняя безопасность
- Research Department (внешняя разведка)

### Ватикана
Официально, единственная служба безопасности Папы (главы Святого престола) — Швейцарская гвардия. Внешнеполитическое ведомство Святого престола — Отдел отношений с государствами Государственного секретариата.
Существует экспертное мнение, что ряд структур, подчинённых Святому престолу, осуществляют разведывательную и иную, присущую спецслужбам, деятельность. По утверждению отставных сотрудников КГБ СССР, стратегическую агентурную разведку Ватикана осуществляет Орден иезуитов, определённые задачи выполняют также иные католические монашеские ордена, а также исторически связанные со Святым престолом рыцарские ордена.

### Великобритании
- Служба безопасности (MI5) — Security Service
- Секретная разведывательная служба (MI6) — Secret Intelligence Service (SIS)
- Центр правительственной связи — Government Communications Headquarters (GCHQ).

Органы, координирующие работу спецслужб и осуществляющие гражданский надзор:
- Парламентский комитет по разведке и безопасности
- Объединённый разведывательный комитет (Joint Intelligence Committee (JIC)) — аналитический и координирующий орган при правительственном департаменте «Офис кабинета» (Cabinet Office)[8].

### Венгрии
- Управление государственной безопасности — спецслужба ВНР в 1946—1956 годах

Гражданские спецслужбы:
- Информационное бюро (IH) — внешняя разведка
- Бюро защиты конституции (AH) — контрразведка и внутренняя безопасность

Военная спецслужба:
- Военная служба национальной безопасности (KNBSZ) — военная контрразведка и разведка

### Венесуэлы
- Национальное управление разведки и превентивных мер (1969—2009)
- Боливарианская служба национальной разведки

### Вьетнама
- Тонг кук 2 — военная и внешнеполитическая разведка
- Министерство общественной безопасности (политическая и криминальная полиция).

### Гватемалы
- Direccion de Inteligencia del Estado Mayor de la Defensa Nacional — военная разведка D-2
- Secretaria de Analisis Estrategico — SAE — секретариат стратегического анализа при Президенте
- Departamento de Inteligencia Civil y Analisis de Informacion — гражданская разведка DICAI

### Германии

#### Третий рейх
- Абвер — военная разведка.
- Гестапо — политическая полиция и контрразведка Третьего рейха в 1933—1945 годах. Гестапо вело преследование инакомыслящих, недовольных и противников власти Адольфа Гитлера, входило в состав Министерства внутренних дел Германии. Обладая широкими полномочиями, являлось важнейшим инструментом проведения карательной политики как в самой Германии, так и на оккупированных территориях. Гестапо занималось расследованиями деятельности всех враждебных режиму сил, при этом деятельность гестапо была выведена из-под надзора административных судов, в которых обычно обжаловались действия государственных органов. В то же время гестапо обладало правом превентивного ареста (нем. Schutzhaft) — заключения в тюрьму или концентрационный лагерь без судебного решения.
- Главное управление имперской безопасности (РСХА) — руководящий орган политической разведки и полиции безопасности Третьего рейха. Находилось в подчинении рейхсфюрера СС и шефа германской полиции Генриха Гиммлера. Главное управление имперской безопасности было одним из 12 главных управлений СС со штатом в 3000 сотрудников. Оно располагалось в Берлине на Принц-Альбрехтштрассе.
- Служба безопасности (СД) — Несёт ответственность за многочисленные преступления, использовалась для борьбы с политическими противниками и запугивания населения. Внешние подразделения занимались шпионажем и тайными операциями. Гиммлер так объяснял различия в сфере компетенций между СД и полицией безопасности, важнейшей интегрированной частью которой было гестапо: «Органы СД занимаются исследованием и подготовкой экспертиз и материалов общего характера — планы оппозиционных партий и течений, сферы их влияния, системы связей и контактов, воздействие отдельных нелегальных организаций и т. д. Гестапо же, опираясь на материалы и разработки СД, проводит следствие по конкретным делам, производит аресты и отправляет виновных в концлагеря».

#### Германская Демократическая Республика(ГДР)
- Министерство государственной безопасности ГДР (Штази) — тайная полиция, контрразведывательный и разведывательный (с 1952 года) государственный орган Германской Демократической Республики.

#### ФРГ и объединённая Германия
- Федеральная разведывательная служба (Bundesnachrichtendienst, BND) — внешняя разведка Федеральной республики Германии.
- Федеральная служба защиты конституции (Bundesamt für Verfassungsschutz, BfV) — спецслужба внутреннего назначения в Германии, подчиняющаяся министерству внутренних дел. Осуществляет в ФРГ контрразведывательную деятельность. Основная задача — наблюдение за организациями, угрожающими, с точки зрения властей, «свободному и демократическому основному правопорядку» Германии. Спецслужба публикует ежегодные годовые отчёты. В зоне внимания службы находятся ультраправые, в том числе неонацистские партии, ультралевые, исламистские и другие экстремистские организации иностранных граждан, разведки иностранных государств и саентология; к компетенции службы относятся также защита от саботажа и предотвращение доступа к конфиденциальной информации.
- Служба военной контрразведки (Amt für den militärischen Abschirmdienst, MAD) — одна из трёх федеральных спецслужб Германии, подразделение Бундесвера, отвечающее за военную контрразведку.

### Греции
- Национальная разведывательная служба (греч. Εθνική Υπηρεσία Πληροφοριών).
- Министерство общественного порядка (МОП) — контрразведка (Асфалия).
- Отдел «Е» генерального штаба — военная разведка и контрразведка.

### Грузии
- Служба государственной безопасности (СГБ Грузии) — спецслужба Грузии, занимающаяся обеспечением национальной безопасности, контрразведкой, антикоррупционной и антитеррористической деятельностью.
- Служба внешней разведки Грузии — разведдеятельность за рубежом.
- Департамент военной разведки Министерства обороны — военная разведка.
- Департамент военной полиции Министерства обороны — выявление и пресечение преступлений военнослужащих, военная контрразведка, обеспечение безопасности военных объектов, оперативно-разыскная деятельность в армии, охрана высших должностных лиц Минобороны.

### Дании
- Служба безопасности и разведки Дании — Politiets Efterretningstjeneste, PET
- Служба военной разведки — Forsvarets Efterretningstjeneste, FE.

### Египта
- Служба общей разведки (Египет)
- Служба военной разведки — Mukhabarat el-Kharbeya
- Главное управление расследований госбезопасности — Mubahath Amn el Dawla
- Служба госбезопасности — Jihaz Amn al Daoula

### Зимбабве
- Central Intelligence Organisation (CIO) — центральная организация разведки
- Zimbabwe National Army (ZNA) Intelligence Unit — управление разведки национальной армии
- Police Internal Security and Intelligence (PISI) — полиция внутренней безопасности и разведки
- Zimbabwe Republic Police (ZRP) — полиция

### Израиля
- Моссад — внешняя разведка
- Шабак — контрразведывательная служба
- АМАН — военная разведка

- разведка военно-морских сил
- корпус разведки сухопутных войск

— в подчинении АМАН
- (מספן המודיעין) — в подчинении АМАН
- разведка военно-воздушных сил (להק המודיעין) — в подчинении АМАН
- Подразделение 8200
- Подразделение 9900
- Подразделение 504 — агентурная разведка АМАН
- Сайерет Маткаль — Патруль Генерального Штаба — главное подразделение спецназа ЦАХАЛ

МАЛЬМАБ (иврит : הממונה על הביטחיטחון במערכת הביטחון) — Управление внутренней безопасности Минобороны, ответственное за безопасность министерства обороны, оружейных предприятий (ВПК), учреждений, отвечающих за разработку/производство ОМП, военной тайны и некоторых аспектов технической разведки.
ЛАКАМ — Бюро Научных Связей (ныне расформировано, его функции переданы Моссад)

### Индии
- Объединённый разведывательный комитет Индии — Joint Intelligence Committee (JIC)
- Внутренняя безопасность
  - Разведывательное бюро — Intelligence Bureau
  - Центральное бюро расследований — Central Bureau of Investigation
  - Департамент криминальных расследований — Criminal Investigation Department
  - Служба радиомониторинга Индии — All India Radio Monitoring Service
- Внешняя разведка
  - Отдел исследований и анализа — Research and Analysis Wing (RAW)
  - Национальная организация технических исследований — National Technical Research Organisation
- Военная разведка
  - Директорат военной разведки — Directorate of Military Intelligence
  - Агентство оборонной разведки — Defense Intelligence Agency
  - Директорат военно-морской разведки — Directorate of Naval Intelligence
  - Директорат военно-воздушной разведки — Directorate of Air Intelligence
  - Центр анализа изображений — Image Processing and Analysis Centre
  - Директорат радиоэлектронной разведки — Directorate of Signals Intelligence
  - Объединённое криптографическое бюро — Joint Cipher Bureau
- Экономическая разведка
  - Совет по экономической разведке — Economic Intelligence Council
  - Центральное бюро экономической разведки — Central Economic Intelligence Bureau
  - Директорат налоговых расследований — Directorate of Income Tax Investigation
  - Директорат финансовой разведки — Directorate of Revenue Intelligence
  - Бюро по контролю оборота наркотиков — Narcotics Control Bureau.

### Индонезии
- Национальное агентство разведки (индон. Badan Intelijen Negara, BIN)
- Военная разведка — Агентство стратегической разведки вооруженных сил (Badan Intelijen Strategis, BAIS)

### Иордании
- Служба общей разведки (Мухабарат аль-Амма)
- Служба общей безопасности (Аль-Амн аль-Аам).

### Ирака
- Разведывательная служба Ирака (Мухабарат)
- Национальная разведывательная служба (INIS, جهاز المخابرات الوطني العراقي) — с 2004
- Комитет национальной безопасности — Ministerial Committee for National Security

### Ирана
- САВАК (1957—1979) — Министерство государственной безопасности Ирана времен правления шаха Мохаммеда Реза Пехлеви (1957—1979), созданное при содействии ЦРУ и МИ-6.
- Министерство информации Ирана (ВЕВАК) — разведка, контрразведка, информационная безопасность, борьба с терроризмом, анализ информации.
- Корпус стражей исламской революции (Кодс, Пасдаран и Энгелаб и Ислами — КСИР) — элитное воинское формирование, осуществляющее оказание помощи силам охраны общественного порядка, в том числе в деле обеспечения безопасности государственных учреждений, религиозных и политических деятелей, оказания помощи органам разведки и контрразведки, усиления вооружённых сил ИРИ при взаимодействии с армейскими подразделениями, создания и военной подготовки народного ополчения.

### Ирландии
- Ирландская национальная полиция — An Garda Siochana

Военные спецслужбы:
- G-2 Military Intelligence Branch
- The Army Ranger Wing

### Испании
В структуре министерства обороны:
- Национальный центр разведки — Centro Nacional de Inteligencia (CNI)
- В Генеральном штабе ВС — Разведывательный центр вооруженных сил — Centro de Inteligencia de las Fuerzas Armadas (CIFAS)
- ВВС — Второе управление штаба
- ВМФ — второе управление штаба

В структуре министерства внутренних дел:
- Секретариат государственной безопасности — Dirección General de Administración de la Seguridad
- Служба информации гражданской гвардии (Servicio de información de la Guardia Civil)
- Генеральный комиссариат информации (Comisaria General de Informacia), включающий бригаду внешней разведки.

### Италии
- Агентство внешней информации и безопасности (итал. Agenzia Informazioni e Sicurezza Esterna, AISE) — внешняя разведка.
- Агентство внутренней информации и безопасности (итал. L’Agenzia Informazioni e Sicurezza Interna, AISI) — контрразведка.
- 2-й отдел Генерального штаба (итал. II Reparto Informazioni e Sicurezza) — военная разведка.

#### Королевство Италия
- ОВРА

### Казахстана
- Комитет Национальной Безопасности Республики Казахстан (спецслужба)

### Камбоджи
- Сантебаль — тайная политическая полиция коммунистического режима «красных кхмеров» Пол Пота в Демократической Кампучии

### Канады
- Департамент национальной безопасности и канадских сил — Department of National Defence and Canadian Forces
- Королевская канадская конная полиция — Royal Canadian Mounted Police (RCMP)
- Канадская служба разведки и безопасности — Canadian Security Intelligence Service (CSIS)
- Канадская криминальная и разведывательная служба — Criminal Intelligence Service Canada (CSIC)
- Центр безопасности коммуникаций

### Кении
- Национальная служба разведки
- Национальная полиция Кении
- Criminal Investigation Department (CID) — департамент расследования преступлений полиции.

### Кипра
- Κεντρική Υπηρεσία Πληροφοριών (Центральная служба разведки)

### Киргизии
- Служба Государственной Охраны (СГО)

Главной задачей является охрана первых лиц Кыргызстана, глав зарубежных государств, делегаций, находящихся на территории Киргизии. Преобразована после апрельской революции 2010 года в Главное 9-е управление Государственного комитета национальной безопасности.
- Государственный комитет национальной безопасности (ГКНБ)
- Государственная служба финансовой разведки при Кабинете Министров Кыргызской Республики (ГСФР) или Финансовая разведка (Финразведка).

### КНР
- ГРУ ГШ НОАК — подразделение Генштаба НОАК, центральный орган военной разведки КНР, созданный в 1950 году. Считается одной из самых мощных (технически оснащённых) и засекреченных спецслужб в мире наравне с ГРУ РФ и СВР.
- Министерство государственной безопасности КНР — орган исполнительной власти КНР, в чьи функции входит ведение внешнеполитической разведки за рубежом и контрразведки на территории КНР.
- Министерство общественной безопасности КНР — орган исполнительной власти КНР, в чьи обязанности входит выполнение полицейских функций, охрана общественного порядка, защита политического и государственного строя, высшего руководства государства и важных государственных объектов, антитеррористическая борьба против экстремизма и сепаратизма на территории Китая. Имеет те же функции, что и Министерство внутренних дел (МВД) в других странах.
- Центральное бюро безопасности КПК — китайский орган партийной и государственной безопасности, обеспечивающий политическую охрану и физическую защиту высшего руководства Компартии Китая, КНР и командования НОАК. Входит в структуру ЦК КПК. Подчинено Главному управлению ЦК КПК, Министерству общественной безопасности КНР и Генеральному штабу НОАК.

### Китайской республики (Тайвань)
- Бюро нацбезопасности (National Security Bureau — NSB) — разведка
- Министерство юстиции:

Бюро расследований (Investigation Bureau — MJIB) — контрразведка
- Министерство обороны:

Бюро военной разведки (Military Intelligence Bureau) — разведка

### КНДР
- 35-я комната (кор. «35 хо силь»)
- Департамент государственной безопасности КНДР (англ. State Security Department)
- Разведывательный отдел Генерального Штаба КНА (кор.чонъчхальгук)
- Министерство общественной безопасности

### Колумбии
- Departamento Administrativo de Seguridad (DAS) — Административный департамент безопасности (распущен в 2011)
- Dirección de Inteligencia de la Policía Nacional (Директорат разведки национальной полиции)
- Dirección Nacional de Inteligencia (DNI) (Национальный директорат разведки Колумбии).

### Конго
- Совет национальной безопасности — Conseil national de securite (CNS)
- Служба разведки — Agence nationale de renseignements (ANR)
- Служба контрразведки — Detection militaire des activites anti-patrie (DEMIAP)
- Служба безопасности президента — Groupe special de securite presidentielle (GSSP)
- Управление прокуратуры полиции (IPP)
- Служба безопасности аэропортов — Airports Security Agency (ASA)

### Коста-Рики
- DIS (исп. Dirección de Inteligencia Seguridad (Дирекция безопасности и разведки) — с 1982 года

### Кубы
- ДИ, Главное управление разведки Министерства внутренних дел
- Управление военной контрразведки Революционных вооружённых сил (в составе Министерства революционных вооруженных сил Кубы).

### Латвии
- Бюро по защите конституции (SAB)
- Полиция безопасности МВД
- Служба военной разведки и контрразведки МО
- Служба безопасности президента и сейма
- Служба информации штаба ополчения
- Служба госбезопасности Латвии

### Ливана
- Военная разведка Mukhabarat — renseignements militaries (Мухабарат арми)
- Главное управление общей безопасности — Surete generale (Амн ель-Амн)
- Управление государственной безопасности — Surete de l’Etat (Амн ель-Даула)
- Силы внутренней безопасности — Forces de sécurité intérieure.

### Ливии
- Секретная организация Джамахирии — Hayat Ann al Jama-hariya
- Военная разведка — Istikhbarat al Askariya

### Литвы
Согласно национальному законодательству оперативными субъектами (спецслужбами) являются:
- Департамент государственной безопасности Литвы
- Специальная служба расследований (STT, Specialiųjų tyrimų tarnyba)

#### Система внутренней службы
- Департамент полиции Литвы
  - Криминальная полиция
- Департамент охраны руководства («Vadovybės apsaugos departamentas»)
- Департамент таможни при Министерстве финансов
  - Криминальная служба
- Служба охраны государственной границы при Министерстве внутренних дел
  - Управление криминальной разведки
- Служба расследования финансовых преступлений при Министерстве внутренних дел

#### Система охраны края
- Второй департамент оперативных служб (бывший разведки и контрразведки) при Министерстве охраны края — «Antrasis operatyvinių tarnybų departamentas prie KAM»

### Люксембурга
- в Министерстве государства существует две спецслужбы:

SRDE — Service de Renseignements de l’Etat (служба разведки государства)
HCSE — Haute Commissariat de la Securite Exterieure (Высший комиссариат внешней безопасности)
- В составе Министерства обороны:

Deuxieme Bureau de l’Arme (разведывательное бюро)

### Мавритании
- Управление госбезопасности (Direction de la Surete de l’Etat — DSE)
- Национальная гвардия (la garde nationale)

### Малайзии
- Служба безопасности (подчинена МВД)

### Мали
- Министерство Безопасности (Ministere de la Securite et de la Protection Civile)
- Министерство Юстиции (Ministere de la Justice, Garde des Sceaux)

### Марокко
- Министерство внутренних дел
- Служба контрразведки — Direction de la Surveillance du Territoire (DST)

### Мексики
- Federal Security Directorate (DFS) — служба государственной безопасности, существовавшая с 1947 по 1985 годы. Выполняла функции разведки, контрразведки и борьбы с наркомафией. Обладала очень широкими полномочиями, сотрудники пользовались неприкосновенностью. Реорганизована в CISEN из-за обвинений руководящих сотрудников в коррупции в связи с убийством агента УБН Энрике Камарены.
- Centro de Informaciyn de Seguridad Nacional (CISEN) — Центр расследований и национальной безопасности, выполняет функции разведки и контрразведки
- Policia Judicial del Distrito Federal (PJDF) — федеральная судебная полиция. Правоохранительный орган особого назначения.
- Secretaria de la Defensa Nacional (SEDENA) — секретариат Национальной безопасности

### Мозамбика
- Национальная служба народной безопасности — партийная спецслужба и карательный орган ФРЕЛИМО в 1975—1991 годах.
- Служба информации и государственной безопасности — служба госбезопасности с 1991 года.

### Молдавии
- Министерство национальной безопасности Республики Молдова
- Служба информации и безопасности (СИБ)

http://sis.md/

### Монголии
- Главное разведывательное управление Монголии

### Мьянмы
- Бюро специальных расследований (Bureau Of Special Investigation, BSI)
- Военная разведка (Military Intelligence, MI)
- Специальный разведывательный департамент (Special Intelligence Department, Special Branch)
- Департамент криминальных расследований (Criminal Investigation Department, CID)

### Нигерии
- National Intelligence Agency (NIA)
- State Security Service (SSS)
- Defence Intelligence Agency (DIA)

### Нидерландов
- Общая служба разведки и безопасности (Algemene Inlichtingen- en Veiligheidsdienst, AIVD с 2002, ранее Binnenlandse Veiligheidsdienst, BVD, с 1949) — главная служба национальной безопасности
- Служба военной разведки и безопасности (Militaire Inlichtingen- en Veiligheidsdienst, MIVD, с 1987) — крупнейшая спецслужба министерства обороны
- Финансовая служба разведки, отслеживания и экономического контроля (Fiscale Inlichtingen- en Opsporingsdienst-Economische Controledienst, FIOD-ECD, с 1999) — FIOD относится к налоговой службе (министерство финансов), а ECD — к министерству экономических связей; они борются с финансовыми и экономическими преступлениями, организованной преступностью, гарантируют защиту потребителя
- Отдел криминальной разведки (Criminele Inlichtingen Eenheid, CIE, раньше Criminele Inlichtingen Dienst, CID) — отдел, присутствующий в каждом региональном отделении полиции, а также в службе национального розыска, спецназе и FIOD-ECD; занимается сбором подозрительных фактов
- Национальная служба прослушивания сигналов (Nationale Signals Intelligence Organisatie, NSO, с 2003) — в рамках борьбы с терроризмом прослушивает сигналы, передаваемые спутниками; в данный момент (декабрь 2007) работает как часть MIVD, запланировано отделение
- Служба социальной разведки и слежения (Sociale Inlichtingen- en Opsporingsdienst, SIOD) — борется с преступлениями, связанными с заработком.

### Никарагуа
- OSN (la Oficina de Seguridad Nacional) — служба безопасности, действовавшая в период диктатуры семейной «династии» Сомоса[англ.], запрещена после победы Сандинистской революции
- DGSE (Dirección General de Seguridad del Estado) — служба государственной безопасности, создана после победы Сандинистской революции.
- Директорат оборонной информации, DID (Dirección de Información para la Defensa) — служба военной разведки и государственной безопасности, создана на основе реформированного DGSE после свободных выборов и смены правительства в 1990 году.

### Новой Зеландии
- Национальное бюро исследований (Новая Зеландия) — внешнеполитическая разведка
- Служба безопасности Новой Зеландии — контрразведка
- Служба безопасности правительственных коммуникаций — радиоэлектронная разведка.

### Норвегии
- Министерство юстиции и полиции — Justis og Politidepartement
- Служба полиции и разведки — Politiets overvekingstjeneste (POT)
- Служба безопасности генерального штаба сил обороны Норвегии (FO/Sikkerhetsstaben)
- Объединённая служба обороны и безопасности — Forsvarets sikkerhetstjeneste

### Омана
- Служба внутренней безопасности Омана (англ. Internal Security Service, ISS)

### Пакистана
- Межведомственная разведка (англ. Inter-Services Intelligence, ISI)
- Военная разведка Пакистана (англ. Directorate-General for the Military Intelligence, MI).

### Палестины
- Служба превентивной безопасности ПНА
- Служба общей безопасности (Аль-Амн аль-Викаий)
- Служба общей разведки (Мукхаббарат аль-Амма)
- Военная разведка (Исткхаббарат аль-Аскария)

### Перу
- Управление разведки (Direccion de Inteligencia del Ejercito — DINTE)
- Военная разведка (Servicio de Inteligencia del Ejercito — SIE)

### Польши

#### ПНР
- Ведомство общественной безопасности (Resort Bezpieczeństwa Publicznego, RBP)
- Министерство общественной безопасности (Ministerstwo Bezpieczeństwa Publicznego, MBP)
- Комитет по делам общественной безопасности (Komitet do spraw Bezpieczeństwa Publicznego, KdsBP)
- Служба безопасности МВД (Służba Bezpieczeństwa, SB)

#### Республика Польша
- Агентство разведки Польши (Agencja Wywiadu, AW)
- Агентство внутренней безопасности (Agencja Bezpieczeństwa Wewnętrznego, ABW)
- Центральное антикоррупционное бюро (Centralne Biuro Antykorupcyjne, CBA)
- Служба военной контрразведки (Służba Kontrwywiadu Wojskowego, SKW)
- Служба военной разведки (Służba Wywiadu Wojskowego, SWW)

### Португалии
- В 1933—1974 (Новое государство) — ПИДЕ (1933—1945 — PVDE, 1945—1969 — PIDE, 1969—1974 — DGS);
- C 1984 — Система информации республики Португалия (Sistema de Informações da República Portuguesa, SIRP). Включает в себя:
  - Службу информации и безопасности (Servico de Informacoes de Seguranca, SIS) — разведку и госбезопасность, в русской транскрипции СИС;
  - Службу стратегической информации в интересах обороны (Servico de Informacoes Estrategicas de Defesa e Militares, SIEDM) — военная разведка, в русской транскрипции СИЕДМ.

### Приднестровская Молдавская Республика
Министерство внутренних дел Приднестровской Молдавской Республики
Министерство государственной безопасности Приднестровской Молдавской Республики

### России(СССР)

#### В царской иимператорской России
К структурам, исполнявшим функции политического сыска и обеспечивавшим личную безопасность монарха, в различные периоды относились (в хронологическом порядке):
- Опричнина
- Приказ тайных дел
- Преображенский приказ
- Тайная канцелярия (Тайная экспедиция)
- Третье отделение Собственной Его Императорского Величества канцелярии — высший орган политической полиции Российской империи в правление Николая I и Александра II (с 1826 по 1880 годы). Занимался надзором за политически неблагонадёжными лицами и сыском. Исполнительным органом третьего отделения был Отдельный корпус жандармов. Во главе отделения стоял главноуправляющий (т. н. шеф жандармов). По своему значению отделения императорской канцелярии приравнивались к министерствам. Третье Отделение занималось сыском и следствием по политическим делам, осуществляло цензуру (до 1865), боролось со старообрядчеством и сектантством, осуществляло контрразведывательную деятельность, ведало политическими тюрьмами, расследовало дела о жестоком обращении помещиков с крестьянами, позднее надзирало за революционерами и антиправительственно настроенными общественными деятелями. Каждый год сотрудники отделения составляли для императора обзоры общественно-политической жизни.
- Отдельный корпус жандармов — отдельный корпус особого назначения (полицейского) в составе Вооружённых сил Российской империи, военные чины которого составляли основу штата жандармско-полицейских учреждений Российской империи, с 1826 по 1917 годах, политическая полиция Российской империи.
- Охранное отделение Министерства внутренних дел Российской империи
- Особый отдел департамента полиции МВД Российской империи — подразделение Департамента полиции министерства внутренних дел Российской империи, существовавшее в 1898—1917 годах, основной задачей которого было осуществление политического сыска.

Органы военной разведки:
- Экспедиция секретных дел при военном министерстве (создана в январе 1810 года); с января 1812 года — Особенная канцелярия при военном министре.
- 5-е (разведывательное) делопроизводство, с 11 сентября 1910 года — Особое делопроизводство (разведки и контрразведки) Отдела генерал-квартирмейстера Главного управления Генерального штаба.

#### ВСоветском Союзе
Историю спецслужб СССР см. в статье История советских органов госбезопасности
- Комитет государственной безопасности СССР — центральный союзно-республиканский орган государственного управления Союза Советских Социалистических Республик в сфере обеспечения государственной безопасности, действовавший с 1954 по 1991 год. Основными функциями КГБ были внешняя разведка, контрразведка, военная контрразведка, оперативно-разыскная деятельность, охрана государственной границы СССР, охрана руководителей КПСС (до 1990 года) и Правительства СССР, организация и обеспечение правительственной связи, а также борьба с национализмом, инакомыслием, преступностью и антисоветской деятельностью. ФСБ России в настоящее время является его правопреемником.
- Отдел по борьбе с хищениями социалистической собственности МВД СССР (ОБХСС МВД СССР) — отдел по борьбе с хищениями социалистической собственности в организациях и учреждениях государственной торговли, потребительской, промышленной и индивидуальной кооперации, заготовительных органах и сберкассах, а также по борьбе со спекуляцией, существовавший в 1937—1946 гг. в составе НКВД СССР, в 1946—1991 гг. в составе МВД СССР.
- СМЕРШ (сокращение от «Смерть шпионам!», до 1946 г.) — военная контрразведка СССР во времена Великой Отечественной войны. При НКВД СССР существовало свое подразделение СМЕРШ, которое фактически осуществляло функции органа собственной безопасности в органах внутренних дел и госбезопасности.
- Главное разведывательное управление (СССР) — спецслужба, орган внешней разведки Министерства обороны СССР, центральный орган управления военной разведкой в ВС СССР.
- Народный комиссариат внутренних дел СССР (НКВД СССР, 1934—1946) — центральный орган государственного управления СССР по борьбе с преступностью и поддержанию общественного порядка, в 1934—1943 годах (с перерывом с 3 февраля по 20 июля 1941 года) — также и по обеспечению государственной безопасности. Имел в своем составе Главное управление рабоче-крестьянской милиции (ГУРКМ), Главное управление государственной безопасности (ГУГБ), Главное управление пограничных и внутренних войск (ГУ ПиВВ), Главное управление пожарной охраны (ГУПО) и Главное управление лагерей (ГУЛаг). Фактически выполнял ряд функций, в настоящее время возложенных на МВД, ФСБ, ФСО, СВР, МЧС, ФСИН и Росгвардию. Имел очень широкие полномочия. В 1946 году был упразднен, вместо НКВД были созданы два самостоятельных ведомства — МВД СССР и МГБ СССР.
- Комитет информации при Совете Министров СССР (1947—1951 гг.) — название советской внешней разведки в 1947—1951 годах. Первоначально объединял как политическую разведку (ранее в ведении МГБ) так и военную. С 1949 г. военная разведка вернулась в систему военного ведомства. 2 ноября 1951 г. вся разведывательная работа была передана от КИ в МГБ, где было восстановлено 1-е Главное управление. В ведении КИ оставалась только служба дезинформации. Решением Президиума ЦК КПССП158/III от 19 февраля 1958 г. КИ был упразднен.
- Межреспубликанская служба безопасности СССР (1991—1992) — центральный орган государственного управления СССР, создана 22 октября 1991 года, путём разделения КГБ СССР на основании Постановления Государственного Совета СССР № ГС-8. 3 декабря 1991 года ликвидация КГБ и создание МСБ закреплены неконституционным Советом Республик Верховного Совета СССР законодательно.

#### В Российской Федерации
- Федеральная служба безопасности Российской Федерации (ФСБ России) — контрразведка, военная контрразведка, внутренняя разведка, защита государственной тайны, в том числе на каналах связи, пограничная охрана, борьба с особо опасными формами организованной преступности, борьба с терроризмом, участие в борьбе с коррупцией. Наделена правом ведения предварительного следствия и дознания, оперативно-разыскной и разведывательной деятельности. Правопреемница КГБ СССР.
- Служба внешней разведки Российской Федерации (СВР России) — внешняя разведывательная деятельность за рубежом. Ранее орган внешней разведки на правах Первого главного управления входил в состав КГБ СССР.
- Федеральная служба охраны Российской Федерации (ФСО России) — охрана руководителей государства и высших органов власти, в том числе с использованием методов разведки и оперативно-разыскной деятельности, обеспечение специальной связи. Ранее задачи ФСО России были возложены на Девятое управление КГБ СССР.

##### В составеМинистерства обороны России
- Главное управление Генерального штаба Вооружённых Сил Российской Федерации (ГУ ГШ ВС России) — военная разведка. Бывшее Главное разведывательное управление ГШ ВС СССР (ГРУ).
- Разведывательное управление Главного штаба ВМФ России.
- Силы специальных операций Российской Федерации.

### Румынии
- Сигуранца — тайная полиция в королевстве Румыния (ноябрь 1921 — 15 сентября 1944)
- Секуритате — в Социалистической Республике Румыния (1965—1989)

Современные спецслужбы:
- Румынская служба информации — Serviciul Român de Informaţii (SRI)
- Служба внешней информации — Serviciul de Informaţii Externe (SIE)
- Разведывательный директорат МВД
- Охранная и караульная служба (SPP)
- Генеральное управление оборонной информации Министерства национальной обороны
- Независимое управление борьбы с коррупцией Министерства юстиции

### Сальвадора
- ANSESAL (исп. Agencia Nacional de Seguridad Salvadoreña, «Агентство безопасности Сальвадора») — расформировано в ноябре 1979 года, преобразовано в ANI.

- ANI («Агентство национальной информации»)

- SIE (исп. Servicio de Investigaciones Especiales, «Служба специальных расследований») — расформирована в 1992 году.
- «Национальный центр анализа и расследований» полиции Сальвадора (исп. Centro de Operaciones Conjuntos de Inteligencia) — с 1988 года
- С-2 — военная разведка

### Саудовской Аравии
- Служба общей разведки

### Северной Македонии
- Совет безопасности
- Агентство разведки Северной Македонии
- Министерство внутренних дел:
- Управление безопасности и контрразведки
- Агентство национальной безопасности Северной Македонии
- Министерство обороны:

Сектор безопасности и разведки

### Сербии
- Агентство безопасности и информирования
- Военное контрразведывательное агентство
- Военное разведывательное агентство

### Сингапура
- Объединённый разведывательный директорат — The Joint Intelligence Directorate (JID)
- Военная разведка — G2-Army
- Контрразведка — Департамент внутренней безопасности МВД — Internal Security Department (ISD)

### Сирии
- Управление политической безопасности (Idarat al-Amn al-Siyasi) — выявление организованной политической деятельности, направленной против интересов существующего режима, включая наблюдение и надзор за диссидентами, а также за деятельностью иностранцев, находящихся в стране, и их контактами с местными жителями. Также осуществляет контроль за печатными изданиями и содержанием аудио-видео продукции
- Главное управление безопасности (Idarat al-Amn al-Amm) — главная гражданская разведывательная служба Сирии
- Военная разведка (Shu`bat al-Mukhabarat al-`Askariyya) — главный орган военной разведки Сирии, является преемницей Второго бюро — органа военной разведки, существовавшего в 1950-е −1960-е. Официально входит в структуру министерства обороны, но фактически находится под личным контролем президента
- Воздушные разведывательные силы (Idarat al- Mukhabarat al-Jawiyya) — помимо собственно военно-воздушной разведки, эта спецслужба проводит активные боевые операции против противников режима как в самой Сирии, так и за её пределами.
- Служба общей разведки

### Словакии
- Словацкая информационная служба (Slovenská Informačná Služba, SIS)
- Пограничная полиция
- Секретная служба министерства обороны
- Внутренняя безопасность
- Служба общественной безопасности
- Служба ядерного надзора

#### Первой Словацкой республики
- Главное управление государственной безопасности

### Словении
- Slovenska Obveseevalno-Varnostna Agencija (SOVA) — Словенское агентство разведки и безопасности
- Бюро защиты государственной тайны (Office for the Protection of Classified Information)
- Управление безопасности МО ВС страны

### Соединённых Штатов Америки
- Совет по национальной безопасности (United States National Security Council) — совещательный и координирующий орган при Президенте США.
- Национальный совет по контрразведке (National Counterintelligence Board).
- Министерство внутренней безопасности США
- Центральное разведывательное управление — агентство Федерального правительства США, основной функцией которого является сбор и анализ информации о деятельности иностранных организаций и граждан. Основной орган внешней разведки и контрразведки США. Деятельность ЦРУ бывает сопряжена с возможностью её официального непризнания.
- Агентство национальной безопасности (США) — подразделение Министерства обороны США, входящее в состав Разведывательного сообщества на правах независимого разведывательного органа, занимается радиоэлектронной разведкой и защитой электронных коммуникационных сетей госучреждений США.
- Федеральное бюро расследований — является органом внутренней разведки и, одновременно, федеральной правоохранительной структурой Соединённых Штатов. Составная часть министерства юстиции США и Разведывательного сообщества США. Подчиняется Генеральному прокурору и, одновременно, Директору Национальной разведки. Является руководящим органом контрразведки и антитеррористической деятельности США.
- Разведывательное управление министерства обороны США — является руководящим органом военной разведки Соединённых Штатов, ответственным за сбор агентурными и техническими средствами, анализ и предоставление первым лицам США секретной информации военно-политического характера, касающейся военных планов иностранных государств и армий, предоставление необходимой развединформации по требованиям всех видов ВС и родов войск США и оценки информации в других подразделениях МО США.
- Секретная служба США — федеральное агентство США, подчинённое министерству внутренней безопасности США. Основными задачами Секретной службы США являются предотвращение подделки американских денег, долговых обязательств, прочих ценных документов, а также охрана президента, вице-президента, их непосредственных родственников, других высокопоставленных чиновников, бывших президентов и их супруг, кандидатов в президенты и вице-президенты, представителей иностранных государств во время их визитов. Также секретная служба занимается расследованием различных видов финансовых махинаций, краж личных данных и помогает расследовать некоторые внутренние преступления.
- Управление по борьбе с наркотиками (DEA) — федеральное агентство в составе Министерства юстиции США. В полномочия DEA входит не только контроль трафика наркотиков внутри страны, но и пресечение производства этих веществ в иностранных государствах, а также антинаркотическая пропаганда и противодействие антипрогибиционистским движениям.
- Национальное управление военно-космической разведки США
- Бюро разведки и исследований государственного департамента

и другие (всего 16).
Так же к спецслужбам относятся и другие службы
- Агентство по перспективным оборонным научно-исследовательским разработкам США
- Бюро алкоголя, табака, огнестрельного оружия и взрывчатых веществ (ATF) — федеральное агентство Министерства юстиции США, в обязательства которого входит расследования и предотвращение преступлений, связанных с незаконным использованием, производством и хранением огнестрельного оружия и взрывчатых веществ. В компетенцию агентства входит расследование террористических актов, поджогов и взрывов, а также контроль за незаконным оборотом алкогольной и табачной продукции. АТФ выполняет функции лицензионного агентства для продажи, хранения и транспортирования огнестрельного оружия, боеприпасов и взрывчатых веществ, а также торговли ими на территории США.

### Судана
- Внутренняя безопасность — Al Amn al-Dakhili
- Разведка — Al Amn al-Khariji

### Таджикистана
- Государственный комитет национальной безопасности Республики Таджикистан
- Совет безопасности
- Министерство безопасности
- Агентство по контролю за наркотиками

### Таиланда
- Служба безопасности — внешняя разведка, внутренняя безопасность и госохрана
- «Сантибан» («Особый отдел») — контрразведка, тайная полиция
- Национальный комитет безопасности — военная разведка
- Отдел борьбы с наркотиками

### Туниса
- Министерство внутренних дел и местного развития
- Управление госбезопасности (amn ad-dawla)
- Национальная гвардия (Garde Nationale)
- Специальные органы при Министерстве обороны

### Туркмении
- Министерство национальной безопасности.
- Государственная пограничная служба.
- Орган правительственной связи.

### Турции
- Национальная разведывательная организация Турции (тур. Millî İstihbarat Teşkilatı(MIT))
- Отдел общественного порядка и безопасности — контрразведка, борьба с терроризмом.

### Уганды
- Совет национальной безопасности — National Security Council
- Организация внешней безопасности (разведка)- External Security Organisation (ESO)
- Организация внутренней безопасности (контрразведка) — Internal Security Organisation (ISO)
- Военная разведка — Chieftaincy of Military Intelligence (CMI)
- The Joint Security Organisation (JSO) — антитеррористическое подразделение аэропорта Энтеббе

### Узбекистана
- Служба национальной безопасности (1991—2018)
- Служба государственной безопасности
- Государственная служба безопасности Президента Республики Узбекистан
- Министерство внутренних дел

### Украины
- Служба безопасности Украины — правоохранительный орган специального назначения, обеспечивающий государственную безопасность Украины. В число осуществляемых функций входят контрразведка, борьба с терроризмом, борьба с организованной преступностью, защита государственной тайны.
- Служба внешней разведки Украины — разведывательная деятельность за рубежом.
- Главное управление разведки Министерства обороны Украины — орган военной разведки Министерства обороны Украины, осуществляющая разведывательные функции в военной, военно-политической, военно-технической, военно-экономической, информационной и экологической сферах.
- Государственная служба специальной связи и защиты информации Украины — защита информации и правительственной связи.
- Государственная пограничная служба Украины — пограничная охрана.
- Управление государственной охраны Украины — охрана высших должностных лиц государства.
- Национальное антикоррупционное бюро Украины — государственный правоохранительный орган Украины с широкими силовыми полномочиями, на который возлагается предупреждение, выявление, пресечение и раскрытие коррупционных преступлений. Задачей Национального бюро является противодействие криминальным коррупционным правонарушением, совершенным высшими должностными лицами, уполномоченными на выполнение функций государства или местного самоуправления, и представляющим угрозу национальной безопасности.
- Государственное бюро расследований Украины — исполняет те же функции что и Федеральное бюро расследований США и Генеральная прокуратура Украины, а также борьба с терроризмом.

### Фиджи
- Fiji Intelligence Services (Разведывательная служба Фиджи)

### Филиппин
- Национальное агентство координации разведки (англ. National Intelligence Coordinating Agency, NICA)
- Военная разведка (Intelligence Service of the Armed Forces of the Philippines,ISAFP)
- Агентство по борьбе с наркотиками (Philippine Drug Enforcement Agency, PDEA)

### Финляндии
- Мобильная Полиция (Liikkuva-LP)
- Полиция безопасности (Suojelupoliisi-SUPO)
- Центральная Уголовная Полиция (Keskusrikospoliisi-KRP)
- Полувоенные подразделения RVL
- Береговая Охрана

### Франции
- Генеральная дирекция внешней безопасности DGSE (разведка)
- Генеральная дирекция внутренней безопасности DGSI (контрразведка, служба госбезопасности)
- Управление военной разведки
- Директорат защиты и безопасности обороны DPSD (военная контрразведка)
- Бригада электронной войны BRGE (аналитический центр)
- Центральное агентство безопасности систем информации SCSSI (криптография)
- Военно-воздушные силы: 54 эскадрон воздушной разведки (радиоперехват)
- Группа безопасности президента республики (GSPR)

### Хорватии
Существующая система служб безопасности и разведки законодательно создана в августе 2006 года; её деятельность направляет и координирует Совет национальной безопасности, состоящий из Президента, Президент правительства, ряда министров и руководителей соответствующих ведомств.
- Разведывательная служба (OA — Obavještajna agencija, 2002—2006)
- Агентство контрразведки (Protuobavještajna agencija — POA, 2002—2006)
- Агентство безопасности и разведки (SOA — Sigurnosno-obavještajna agencija)
- Управление военной безопасности и разведки (OSHV — Vojna sigurnosno-obavještajna agencija)
- Бюро безопасности информационных систем (ZSIS — Zavod za sigurnost informacijskih sustava)
- Оперативно-технический центр контроля телекоммуникаций (OTC — Operativno-tehnički centar za nadzor telekomunikacija)[10]

#### Независимого государства Хорватия
- Усташская надзорная служба

### Чада
- Директорат документации и безопасности (DDS — Direction de la documentation et de la sécurité) — спецслужба и орган политических репрессий в 1983—1990, при правлении Хиссена Хабре
- Агентство национальной безопасности (ANS Agence nationale de sécurité) — создано после свержения Хабре и роспуска DDS в 1990

### Чехии
- Министерство внутренних дел
- Служба безопасности и информации
- Управление по внешним связям и информации

#### Чехословакии
- Министерство национальной безопасности Чехословакии
- Служба Государственной безопасности Чехословакии

### Черногории
- Агентство национальной безопасности

### Чили
- Управление национальной разведки (Dirección Nacional de Inteligencia — DINA)
- Национальный центр информации (Centro Nacional de Información — CNI)
- Координационный совет общественной безопасности (Consejo Coordinador de Seguridad Pública — CCSP, La Oficina)
- Управление разведки Министерства обороны (Dirección de Inteligencia de la Defensa Nacional — DIDN)

### Швейцарии
- Федеральная разведывательная служба (Nachrichtendienst des Bundes NDB; с января 2010 года)[11]

### Швеции
- СЭПО (Швеция)

### Эстонии
- Охранная полиция (КаПо)
- Служба внешней разведки Эстонии (СВР)

### Южно-Африканской республики
- Бюро государственной безопасности (Buro vir Staatsveiligheid, BOSS)
- Министерство безопасности и секретности (Ministery of Safety and Security)
- Национальный координационный комитет по разведке (National Intelligence Co-ordinating Committee, NICOC)
- Секретная служба Южной Африки (South African Secret Service, SASS)
- Разведывательный дивизион сил национальной обороны (National Defence Force Intelligence Division)
- Национальное агентство разведки (National Intelligence Agency [NIA])
- Полицейская служба Южной Африки (South African Police Service [SAPS]).

### Южной Кореи
- Министерство национальной безопасности — Ministry of National Defense
- Министерство внутренних дел — Ministry of the Interior
- Национальное агентство разведки — National Intelligence Service (NIS)

### Южной Осетии
Министерство Внутренних Дел Республики Южная Осетия
- Комитет государственной безопасности Республики Южная Осетия

### Японии

#### В Сёгунате
- Рокухара Тандай

#### В Японской империи
- Кэмпэйтай
- Токубэцу Кэйсацутай
- Токубэцу Ко: то: Кэисацу
- 2-й отдел Генерального штаба Императорской армии Японии — военная разведка
- 3-й отдел Генерального штаба Императорского флота Японии — морская разведка

#### В современной Японии
- PSIA
- Штаб оборонной разведки

## Межнациональные объединения спецслужб
- Бернский клуб
- Пять глаз